# Winter-Paralympics 2006
Die IX. Winter-Paralympics fanden vom 10. bis zum 19. März 2006 in Turin, der Hauptstadt der italienischen Region Piemont, statt. Es waren die ersten Paralympischen Winterspiele in Italien.

## Logo, Maskottchen und Motto
Das offizielle Logo zeigt über dem Logo des Internationalen Paralympischen Komitees und dem Schriftzug „Torino 2006 – Paralympic Games“ drei verbundene Eiskristalle, die denen des Logos der Olympischen Winterspiele 2006 sehr stark ähneln, in diesem Fall aber in insgesamt drei unterschiedlichen Farben gehalten sind (von links nach rechts: Karminrot, Gelbgrün und Blau).
Das offizielle olympische Maskottchen heißt Aster. Dieses ist weiblich und hat einen Körper in Form eines sternenförmigen Schneekristalls. Mit den Maskottchen der Olympischen Winterspiele 2006, Neve und Gliz, bildet Aster ein Trio, deutlich an den sehr ähnlichen Gesichtszügen der drei Figuren zu erkennen.
Das Motto der Paralympischen Winterspiele von Turin lautete: Spirit in motion, was übersetzt ins Deutsche Geist in Bewegung bedeutet.

## Wettkampfstätten
Die Sportarten Alpiner Skilauf, Skilanglauf und Biathlon wurden in Sestriere und in Cesana San Sicario ausgetragen.
Sledge-Eishockey und Curling fanden in Turin und in Pinerolo statt.
Die beiden paralympischen Dörfer lagen in Turin und in Sestriere.

## Teilnehmer
39 Nationen wurden in Turin gemeldet. Dies sind drei Nationen mehr als bei den Winter-Paralympics 2002. Der nordamerikanische Staat Mexiko war die einzige der teilnehmenden Nationen, die nicht zuvor bei den Olympischen Winterspielen 2006 mit einem oder mehreren Sportlern vertreten war. (In Klammern: Zahl der teilnehmenden Athleten)
| - Andorra (2) - Armenien (2) - Australien (10) - Belgien (1) - Bulgarien (3) - Chile (2) - Volksrepublik China (8) - Dänemark (6) - Deutschland (35) - Finnland (7) - Frankreich (19) - Griechenland (1) - Großbritannien (20) - Iran (1) - Italien (39) - Japan (40) - Kanada (35) | - Kasachstan (2) - Kroatien (1) - Lettland (1) - Mexiko (1) - Mongolei (2) - Neuseeland (2) - Norwegen (29) - Österreich (25) - Polen (11) - Russland (29) - Schweden (19) - Schweiz (21) - Slowakei (17) - Slowenien (1) - Spanien (9) - Südafrika (1) - Südkorea (3) |                                                                       |
| - Andorra (2) - Armenien (2) - Australien (10) - Belgien (1) - Bulgarien (3) - Chile (2) - Volksrepublik China (8) - Dänemark (6) - Deutschland (35) - Finnland (7) - Frankreich (19) - Griechenland (1) - Großbritannien (20) - Iran (1) - Italien (39) - Japan (40) - Kanada (35) | - Kasachstan (2) - Kroatien (1) - Lettland (1) - Mexiko (1) - Mongolei (2) - Neuseeland (2) - Norwegen (29) - Österreich (25) - Polen (11) - Russland (29) - Schweden (19) - Schweiz (21) - Slowakei (17) - Slowenien (1) - Spanien (9) - Südafrika (1) - Südkorea (3) | - Tschechien (5) - Ukraine (12) - Ungarn (2) - USA (56) - Belarus (6) |

## Sportarten, Zeitplan und Resultate
| Zeitplan der Winter-Paralympics 2006 | Zeitplan der Winter-Paralympics 2006 | Zeitplan der Winter-Paralympics 2006 | Zeitplan der Winter-Paralympics 2006 | Zeitplan der Winter-Paralympics 2006 | Zeitplan der Winter-Paralympics 2006 | Zeitplan der Winter-Paralympics 2006 | Zeitplan der Winter-Paralympics 2006 | Zeitplan der Winter-Paralympics 2006 | Zeitplan der Winter-Paralympics 2006 | Zeitplan der Winter-Paralympics 2006 |
| März                                 | 10.                                  | 11.                                  | 12.                                  | 13.                                  | 14.                                  | 15.                                  | 16.                                  | 17.                                  | 18.                                  | 19.                                  |
| ------------------------------------ | ------------------------------------ | ------------------------------------ | ------------------------------------ | ------------------------------------ | ------------------------------------ | ------------------------------------ | ------------------------------------ | ------------------------------------ | ------------------------------------ | ------------------------------------ |
| Zeremonien                           |                                      |                                      |                                      |                                      |                                      |                                      |                                      |                                      |                                      |                                      |
| Biathlon                             |                                      | •                                    |                                      |                                      | •                                    |                                      |                                      |                                      |                                      |                                      |
| Rollstuhlcurling                     |                                      |                                      |                                      |                                      |                                      |                                      |                                      |                                      | •                                    |                                      |
| Sledge-Eishockey                     |                                      |                                      |                                      |                                      |                                      |                                      |                                      |                                      | •                                    |                                      |
| Ski Alpin                            |                                      | •                                    | •                                    | •                                    | •                                    |                                      | •                                    | •                                    | •                                    | •                                    |
| Skilanglauf                          |                                      |                                      | •                                    |                                      |                                      | •                                    |                                      | •                                    | •                                    | •                                    |
| März                                 | 10.                                  | 11.                                  | 12.                                  | 13.                                  | 14.                                  | 15.                                  | 16.                                  | 17.                                  | 18.                                  | 19.                                  |
| • = Medaillenentscheidungen          |                                      |                                      |                                      |                                      |                                      |                                      |                                      |                                      |                                      |                                      |

## Ereignisse

### Eröffnungsfeier
Die Eröffnungsfeier dauerte ungefähr eineinhalb Stunden und fand vor rund 26.000 Zuschauern statt. Zu den Höhepunkten gehörte der Auftritt des Rennfahrers und ehemaligen Formel-1-Piloten Alex Zanardi. Der beinamputierte Sportler hielt eine emotionale Rede, in der er die Athleten mit viel Enthusiasmus zu Höchstleistungen aufforderte.
In der Eröffnungsfeier wurden symbolisch Barrieren niedergerissen, als zum Beispiel eine im Rollstuhl sitzende Schützin mit Pfeil und Bogen eine überdimensionale aufsteigende Treppe zerstörte, die eine solche Barriere darstellte.
Um exakt 19.12 Uhr wurden die Spiele durch den italienischen Präsidenten Carlo Azeglio Ciampi offiziell eröffnet.
Der olympische Eid wurde vom italienischen Athleten Fabrizio Zardini ausgesprochen. Des Weiteren erhob der Präsident des Internationalen Paralympischen Komitees, Sir Philip Craven, das Wort und lobte darin die Gastgeber. Er hob die Bedeutung der Paralympics hervor und sprach sich in seiner Rede auch deutlich gegen Doping aus.